# Franz Rudorfer
Franz Rudorfer (Vienna, 29 luglio 1897 – 19 novembre 1919) è stato un aviatore austro-ungarico.
L'Oberleutnant Franz Rudorfer fu un Asso dell'aviazione della prima guerra mondiale dell'Impero austro-ungarico accreditato con undici vittorie confermate e due non confermate.

## Biografia e servizio nella prima guerra mondiale
Franz Rudorfer nacque il 29 luglio 1897 a Vienna, in Austria, quando faceva ancora parte dell'Impero austro-ungarico.
Rudorfer si era offerto volontario per il servizio prima dell'inizio della prima guerra mondiale. Fu inviato all'Infanterieregiment n. 59 nell'agosto del 1916. Nel maggio 1917, chiese il trasferimento all'aviazione. La sua prima azione dopo la formazione da osservatore presso Wiener Neustadt è stata nella Flik 19J sul fronte italiano, al comando di Adolf Heyrowsky. Qui segnò la sua prima vittoria, diventando un cacciatore di palloni frenati il 15 novembre 1917. Fu anche durante il suo incarico alla Flik 19J che Rudorfer iniziò a imparare a volare. Sarebbe diventato un pilota senza subire un addestramento formale.
Nell'aprile del 1918 fu inviato alla Flik 51J sui caccia Albatros D.III. Tra il 17 aprile e il 27 ottobre 1918, ha conseguito vittorie confermate su otto aerei nemici ed altri due palloni da osservazione, insieme a due non confermate. Durante la cruciale Battaglia di Vittorio Veneto, Rudorfer fu uno dei pochi austro-ungarici che volarono, abbattendo un pallone il 24 ottobre e un paio di Sopwith Camel il 27. Non avrebbe ottenuto più vittorie prima della fine della guerra, l'11 novembre 1918.

## Il dopoguerra
Il 30 dicembre 1918, Franz Rudorfer ricevette il certificato di pilota austriaco n. 2647.
Franz Rudorfer morì di cause sconosciute il 13 novembre 1919.